# Municipio Mauroa
Mauroa es uno de los 25 municipios del Estado Falcón, Venezuela. Está conformado por 3 parroquias y su capital es Mene de Mauroa.
El municipio vivió una etapa de desarrollo económico a principios del siglo XX basado en la explotación petrolífera. A la crisis de la misma reconvirtió su economía en la agricultura de regadío, basado en la represa de Matícora, con productos como el pimentón, el ají y las frutas, y la ganadería, en especial la caprina.

## Historia
La tribu Caquetia Narhuaca habitaba este territorio antes de la llegada de los europeos al mismo. Esta tribu poseía una organización que superaba la que tenían otras tribus que habiataban en la actual Venezuela. Su carácter cordial les facilitó la fusión con los conquistadores españoles, si bien muchos de ellos se vieron obligados a dejar esta tierras para establecerse en otros sitios como a orillas del río Tocuyo en la ahora parroquia de San Félix.
El 12 de diciembre de 1726 los españoles fundan Casigua, que enseguida se convirtió en la más importante población de la región occidental de Curiana, actual estado de Falcón. Nada más realizarse la fundación comenzaron las obras de levantamiento de la iglesia parroquial dedicada a la Virgen del Rosario de Las Mercedes. La iglesia se inauguró en 1759.
En 1821 se firma, en la Casa de la Constituyente, el documento que crea el estado de Falcón-Zulia y declara a Capatárida su capital. El 20 de diciembre de 1826 Simón Bolívar se hospeda en el pueblo, en la casa conocida como Balcón de Bolívar cuando venía de Los Puertos de Altagracia.
Mene de Mauroa se funda en 1918, cuando comienzan las explotaciones mineras y petrolíferas, y comienza la construcción de edificios de madera, bellas casas como la llamada De los Gringos o campo Maraven y de cuando data el Cementerio de los Gringos.
La empresa que explotó estos yacimientos fue Brithish Control Oil File limited, que en un lapso de 3 años llegó a los 3.000 trabajadores.
La crisis de la industria del petróleo, que comenzó sobre [1940], hizo que la población emigrara. La explotación minera dio paso a la explotación agrícola y ganadera que es la base económica de la actualidad.

## Geografía
El municipio es de un clima, vegetación y suelo relativamente similar a la región zuliana en su lado occidental, y también es similar a la región nor-occidental en el lado oriental del municipio. Solo hay un río de importancia en el municipio, el río Mauroa, que lo cruza (en parte), y luego va por el estado Falcón hasta terminar en el lago Mauroa, para que de ahí salga un río al norte y otro por el este, pero, ambos se llaman río Matícora.

### Organización parroquial
| Parroquia        | Superficie | Población   | Densidad       |
| ---------------- | ---------- | ----------- | -------------- |
| Casigua          | km²        | hab.        | hab./km²       |
| Mene de Mauroa   | km²        | hab.        | hab./km²       |
| San Félix        | km²        | hab.        | hab./km²       |
| Municipio Mauroa | 1.904 km²  | 41.468 hab. | 11,28 hab./km² |

### Ubicación
La jurisdicción, se ubica en la región costera a la que está unida por la carretera que recorre los municipios de Coro, Cabimas y Maracaibo, de manera más específica, el municipio sitúa en el occidente de Venezuela, al extremo occidente de Falcón, y en ella se ubican los ríos Mauroa y Matícora en el Sistema Coriano a 70 metros de altitud, cuenta con una superficie de 1904 kilómetros cuadrados y a la vez, el municipio tiene una población de 21 468 habitantes. Limita al norte, con el Golfo de Venezuela, al sur y al oeste, con el municipio Miranda del Estado Zulia y al este, con el municipio Buchivacoa del Estado Falcón. Al municipio lo componen 3 parroquias, y estas son:
- Mene de Mauroa: Es la parroquia capital, ubicada al sur del municipio, y en el noroeste de la parroquia se ubica su capital, Mene de Mauroa.

- San Félix: Es una parroquia ubicada en el noroeste del municipio, y en el noroeste del municipio se ubica su capital, San Félix.

- Casigua: Es una parroquia ubicada al noreste del municipio, y al norte de la parroquia, se ubica su capital, Casigua.

### Fauna y Flora
En la Serranía del Empalado, ubicada al sur del municipio, se encuentra una gran diversidad de especies animales y vegetales, incluyendo el Sapito acollarado de Socopó, especie de anfibio endémico de Venezuela.

## Economía
La economía del municipio está basada en la agricultura y ganadería. Del período minero, petrolífero, queda escasa actividad. El turismo es una actividad que está comenzando.
El sector primario, basado en la agricultura de regadío y la ganadería tiene su exponente en la feria que se celebra anualmente en durante la festividad de la Virgen de Lourdes. Desde principio del siglo XX hasta mediados del mismo fue el petróleo el motor económico del municipio pero después, al agotarse este, se realizó el cambio a la actual actividad. este cambio ha sido la causa por la que este municipio es conocido como El Pueblo que sembró su Petróleo.
El sector secundario, como capital del municipio de Mauroa, Mene tiene alguna pequeña industria.
El sector servicios, dedicado a atender las necesidades del municipio. La hostelería está impulsada por la naciente actividad turística.

## Cultura

### Festividades
En Mene de Mauroa se celebran diferentes fiestas, algunas tienen carácter cívico y otras religioso.
Las de carácter cívico son:
- Día del municipio, el 5 de febrero. Se conmemora el día de Creación de Mauroa como Municipio.
- Día de los Símbolos Municipales, el 31 de mayo. Se celebra el día de los Símbolos Municipales, se rinde honor al Himno, Escudo y Bandera del Municipio Mauroa.
- Patrimonio Histórico-Cultural del Municipio, el 5 de octubre. Se celebra en la población de Casigua y conmemora su nombramiento como Patrimonio Histórico-Cultural.

Las de carácter religioso son:
- Día de la Virgen del Cármen, el 16 de julio, en la Parroquia de S.Félix.
- Virgen del Rosario, el 7 de octubre. Patrona de la localidad.
- Día de la Virgen de Lourdes, el 11 de febrero. Celebración en honor de la Virgen de Lourdes patrona del pueblo de Mauroa. El 11 de febrero es el día de su aparición. Se realiza una llegada de la Virgen a la iglesia, en la que se quema una gran colección de fuegos artificiales. En esta fecha se celebra también la Feria Agropecuaria, Industrial y Artesanal.
- Día de San Nicolas de Bari, el 6 de diciembre]. Se celebra la fiesta en honor al patrón de la Parroquia de San Félix.
- Día de La Biblia, el 31 de octubre. Se celebra la fiesta en honor a la Palabra de Dios Es un día festivo no laborable, creado en el año 2011 a través de una ordenanza de la Cámara Municipal.

## Turismo
Entre las nuevas actividades que se desarrollan en el municipio, el turismo es una de la más relevantes. En 1991 el Ministerio de Desarrollo Urbano (MINDUR), construyó unas instalaciones destinadas a la adecuación de la presa de Maticora en un espacio dedicado al baño y disfrute. La zona es conocida como Balneario de Maticora y está situado a 6 km al sureste de Mene. Esta fue una de las principales acciones destinadas a promover el turismo.
Mene de Mauroa tiene edificios relevantes que datan de la época colonial como la Parroquia San Félix construida en 1759 o los edificios del período petrolero.

## Política y gobierno

### Alcaldes
| Período     | Alcalde               | Partido Político | % de votos | Notas |
| 1989 - 1992 | Alirio Navarro Alemán | MAS/COPEI        | 49,22      | Primer alcalde bajo elecciones directas |
| 1992 - 1995 | Alirio Navarro Alemán | MAS/COPEI        | 57,43      | Reelecto |
| 1995 - 2000 | Tarcisio Martínez     | AD               | -          | Segundo alcalde bajo elecciones directas (se realizaron elecciones generales adelantadas en el 2000) debido a la aprobación de la Constitución de 1999) |
| 2000 - 2004 | Tarcisio Martínez     | AD               | 29,58      | Reelecto |
| 2004 - 2008 | Doris Gutiérrez       | MVR              | 38,71      | Tercera Alcaldesa Bajo Elecciones Directas |
| 2008 - 2013 | Doris Gutiérrez       | PSUV             | 58,07      | Reelecta (se postergan 1 año las elecciones municipales pautadas para finales del 2012)                                                                 |
| 2013 - 2017 | Ramón David Figueredo | PSUV             | 49,33      | Cuarto alcalde bajo elecciones directas |
| 2017 - 2021 | Ramón David Figueredo | PSUV             | 46,44      | Reelecto |
| 2021 - 2025 | José Chirínos         | PSUV             | 33,30      | Quinto alcalde bajo elecciones directas |
| 2025 - 2029 | Romer Vicierra        | PSUV             | -          | Sexto alcalde bajo elecciones directas |

### Concejo municipal
Período 1989 - 1992
| Concejales:              | Partido político / Alianza |
| ------------------------ | -------------------------- |
| Tarcisio Martínez        | AD                         |
| Ida Tapia Salón          | AD                         |
| Rosa Ferrer              | AD                         |
| Antonio Álvarez          | AD                         |
| Cruz Reyes Toyo          | COPEI                      |
| Mireya Villasmil         | COPEI                      |
| Wilfredo Rojas Rodríguez | MAS                        |

Período 1992 - 1995
| Concejales:              | Partido político / Alianza |
| ------------------------ | -------------------------- |
| Mireya Villasmil         | COPEI                      |
| Lucia de Vicierra        | COPEI                      |
| Rafael Rojas             | COPEI                      |
| Francisco Alemán         | AD                         |
| Rosa Ferrer              | AD                         |
| Antonio Álvarez          | AD                         |
| Wilfredo Rojas Rodríguez | MAS                        |

Período 1995 - 2000
| Concejales:           | Partido político / Alianza |
| --------------------- | -------------------------- |
| Alexis Silva          | AD                         |
| Saul Piña Navas       | AD                         |
| Ida Tapia Salón       | AD                         |
| Mateo Prado Castro    | AD                         |
| Rafael Rojas          | COPEI                      |
| Esther Villa Chirínos | CONVERGENCIA               |
| Vicente Pérez         | MEP                        |

Período 2013 - 2018:
| Concejales        | Partido político / Alianza |
| ----------------- | -------------------------- |
| Herminda Colina   | PSUV                       |
| Gregorio Acosta   | PSUV                       |
| Yannery López     | PSUV                       |
| Dimas Gómez       | PSUV                       |
| Ygnacio Gómez     | PSUV                       |
| Romer Vicierra    | PSUV                       |
| Francisco Delgado | PSUV                       |

Período 2018 - 2021:
| Concejales      | Partido político / Alianza |
| --------------- | -------------------------- |
| Gregorio Acosta | PSUV                       |
| Edirce Acurero  | PSUV                       |
| Ángel Delgado   | PSUV                       |
| Randy Nava      | PSUV                       |
| Duliney Burgos  | PSUV                       |
| Romer Vicierra  | PSUV                       |
| Ramig Chirinos  | EL CAMBIO                  |

Período 2021 - 2025
| Concejales:    | Partido político / Alianza |
| -------------- | -------------------------- |
| Eslen Mosquera | PSUV                       |
| José Ferrer    | PSUV                       |
| David Piña     | PSUV                       |
| Jeyme Molleda  | PSUV                       |
| Astrid Castro  | PSUV                       |
| Alvaro Leal    | MUD                        |
| Nikkelys López | COMPA                      |